# Kaloula kalingensis
Kaloula kalingensis es una especie de sapo de la familia Microhylidae.
Es endémico de las Filipinas. Sus hábitats naturales son los bosques bajos húmedos subtropicales o tropicales, bosques montanos húmedos subtropicales o tropicales, tierra arable, pasturas, y plantaciones.
Se encuentra amenazado por pérdida de hábitat.

## Descripción
Es una especie de sapo gordo de cuerpo redondeado y cabeza corta. Posee un hocico corto truncado, con fosas nasales al costado de su cabeza y tímpano fácilmente discernibles. Posee protuberaancias en el hocico y en la cara, en la espalda y en los laterales. La piel de sus zonas inferiores es granular excepto en el pecho el cual es liso. Los dedos poseen protuberancias blancas en su cara inferior y pequeñas almohadillas en sus extremos, una membrana cubre parte del espacio entre los dedos. Su cuerpo mide unos 36 mm de largo. La superficie dorsal es negra-azulada con marcas rojizas-amarronadas en la cabeza, laterales y extremidades. Sus zonas inferiores son marrones con pintas blancas.

## Distribución y hábitat
Este sapo es endémico de las Filipinas. Se lo encuentra en la Cordillera Central en la isla de Luzon y posiblemente en las Sierra Madres. También se lo encuentra en la isla Polillo y la isla Palaui. Su hábitat son los bosques montanos lluviosos bajos y sus zonas adyacentes donde se lo encuentra en el suelo del bosque y en huecos en los árboles con agua de lluvia y otros alojamientos temporarios de agua. En la temporada de reproducción, los machos llaman desde sus huecos en los árboles y otros sitios a varios metros sobre el nivel del suelo y desde debajo de troncos. Su llamada es fuerte, levemente ondulada, la cual se asemeja a "Bwop!".